# Phonotimpus separatus
Phonotimpus separatus är en spindelart som beskrevs av Willis J. Gertsch och Davis 1940. Phonotimpus separatus ingår i släktet Phonotimpus och familjen flinkspindlar. Inga underarter finns listade i Catalogue of Life.